# 深海棘珊瑚
深海棘珊瑚是深海棘珊瑚屬的一個單型物種，來自艾拉特的中光層珊瑚礁，生活在死亡的黑角珊瑚群落上和人造基質上。它的記錄深度在水下60公尺至140公尺之間，是較低中光層珊瑚礁的八放珊瑚。它沒有骨針，也沒有共生的蟲黃藻。 

## 分類學
將這個新屬與其他已知的無骨針的八放珊瑚進行比較。分子親緣關係學分析將其與羽珊瑚科和棘珊瑚科科的成員歸為一個分支，目前我們根據群落的形態將其歸屬於前者，在2022年重新歸類在棘珊瑚科。

## 名字
本屬名源自拉丁語“altum”，意為“深”，指的是新屬在中光層珊瑚礁深度及以下的棲息地。該物種的名稱源自拉丁語“delicata”，意為精緻，指的是珊瑚及其珊瑚蟲的纖細結構。

## 特徵
具有薄而柔軟的外殼底座，有時類似於短莖。 珊瑚蟲擴張時豎立起，彼此會分開； 匍匐莖可能有兩個或以上的珊瑚蟲，有時只會有一個。當珊瑚蟲完全縮回群落底部，形成低矮的截頭圓頂形。 群體的任何部分都沒有骨針且缺乏共生藻類（蟲黃藻）。

## 資料來源
1. ↑  . www.marinespecies.org.   [2023-09-29]. （原始内容存档于2021-05-26）.
2. 1 2 3  Yehuda, Benayahu; McFadden, Catherine S; Shoham, Erez. . ZooKeys. doi:10.3897/zookeys.680.12727.
3. ↑  Catherine S, McFadden; Andrea M., Quattrini; Leen, van Ofwegen (编). . Bulletin of the Society of Systematic Biologists. doi:10.18061/bssb.v1i3.8735 –ResearchGate.